# Unterseeboot 96 (1940)
Pour les articles homonymes, voir Unterseeboot 96.
L'Unterseeboot 96 (ou U-96) est un sous-marin (U-Boot) de type VIIC de la Kriegsmarine durant la Seconde Guerre mondiale.

## Présentation
Sa quille fut posée le 16 septembre 1939 au chantier naval de Kiel puis il fut admis au service actif le 14 septembre 1940 sous le commandement du Kapitänleutnant Heinrich Lehmann-Willenbrock.
Le séjour de Lothar-Günther Buchheim à son bord en qualité de correspondant de guerre lui inspire le roman Das Boot à partir duquel Wolfgang Petersen réalisera le film Das Boot en 1981.

## Historique

L'espadon rieur, emblème de lU-96 et de la 9e Flottille

L'U-96 est connu pour son emblème, l'espadon rieur, que son premier commandant, Heinrich Lehmann-Willenbrock, promu à la tête de la 9e Flottille en mars 1942, adopta également pour cette dernière. Le Kapitänleutnant Heinrich Lehmann-Willenbrock, après avoir quitté le commandement de l'U-5 en mai 1940, se vit confier en juin de la même année celui de l'U-96 sous-marin de type VII qui venait de sortir, en 1939, du chantier naval de Kiel. Après un entraînement de trois mois, l'U-96 fut déclaré opérationnel et fut affecté à la 7e Flottille à Saint-Nazaire. En trois patrouilles sous le commandement de Willenbrock, l'U-96 coula 125 580 tonneaux de navires ennemis. Il coula lors de la seule troisième patrouille sept navires représentant 49 490 tonneaux. Le 25 février 1942, le bulletin radio Wehrmachtbericht (bulletin d'information quotidien des forces armées allemandes) annonça :
« Le sous-marin du Kapitänleutnant Lehmann-Willenbrock a contribué au grand succès de la force sous-marine avec 55 600 tonneaux coulés. Le Kapitänleutnant Lehmann-Willenbrock, dans un bref laps de temps, a coulé au total 125 580 tonneaux de navires ennemis. »
Durant l'année 1941, un correspondant de guerre du nom de Lothar-Günther Buchheim, alors Sonderführer (spécialiste civil ayant rang de lieutenant), rejoint l'U-96 pour sa septième patrouille. Ses ordres sont de photographier et de décrire l'U-Boot en action à des fins de propagande. D'après cette expérience, il écrira une nouvelle : « Die Eichenlaubfahrt » (Le voyage des feuilles de chêne) ; puis un roman en 1975 qui allait devenir un best-seller international : Das Boot (en français Le Styx), suivi de U-Bootkrieg (La guerre des sous-marins), U-Bootfahrer (les hommes du sous-marin) et Zu Tode Gesiegt (Vaincus à mort).
Le 28 avril 1941, au sud-est de l'Islande, par longitude Ouest 15.45 et latitude Nord de 60.04, la corvette britannique HMS Gladiolus attaque à la grenade sous-marine l'U-96. Pendant un temps, les Anglais estiment avoir coulé l'U-65. L'U-96 ne déplore aucun dégât de cette attaque.
Le 31 octobre 1941, Lehmann-Willenbrock attaque le convoi OS-10 au clair de lune, en surface et à longue portée, coulant un navire. Le sloop d'escorte HMS Lulworth riposte au canon puis, le sous-marin ayant pris sa plongée, lui largue vingt-sept grenades sous-marines. Aucune n'explose à proximité de l'U-96, qui échappe au grenadage et poursuit sa patrouille.
En novembre 1941, l'U-96 croise par hasard en pleine tempête l'U-572 commandé par le Kapitäleutnant Heinz Hirsacker.
Le 30 novembre 1941, alors qu'il tente de passer par le détroit de Gibraltar, l'U-96 est attaqué à 22 h 35 par un avion Swordfish britannique. Touché, l'U-96 plonge, fait surface le lendemain matin à 4 h 55 et rentre à Saint-Nazaire.
Le 1er avril 1943, l'U-96 quitte le service actif et rejoint la 24. Unterseebootsflottille, puis après le 1er juillet 1944, la 22. Unterseebootsflottille comme sous-marin d'entrainement et de formation des équipages.
Le 30 mars 1945, l'U-96 est coulé par les bombes américaines dans le bassin de sous-marins de Wilhelmshaven à la position géographique de 53° 31′ N, 8° 10′ E. De toute sa carrière, l'U-96 n'a déploré la mort d'aucun sous-marinier de son équipage.

## Postérité
En 1981, Wolfgang Petersen porte le roman de Lothar-Günther Buchheim au grand écran avec le film allemand le plus cher de l'époque, Das Boot, acclamé par la critique comme l'un des meilleurs films de sous-marins.

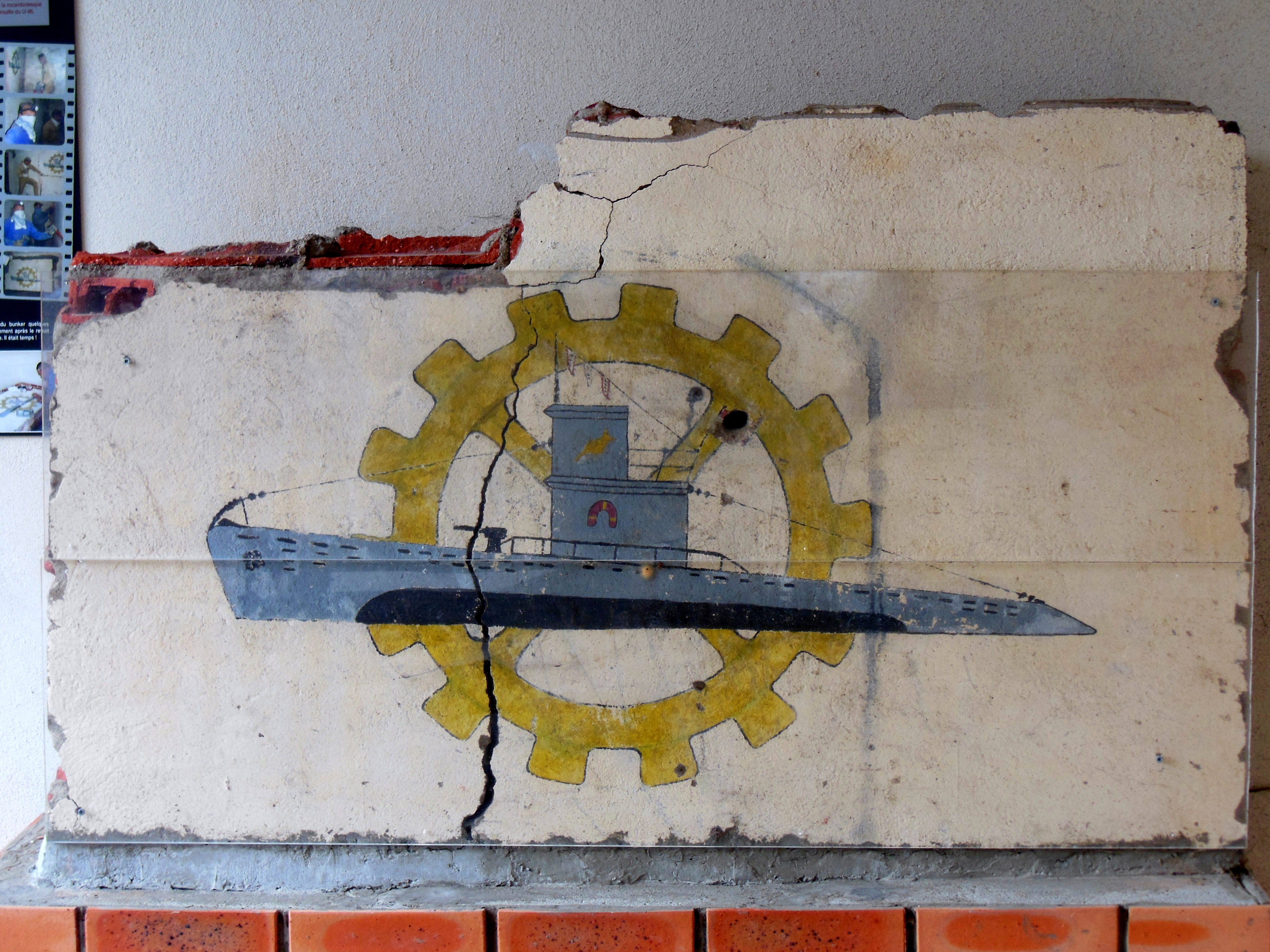
Fresque du U-96 au Grand Blockhaus de Batz-sur-Mer.

## Affectations
- 7. Unterseebootsflottille du 14 septembre au 30 novembre 1940 (entraînement)
- 7. Unterseebootsflottille du 1er décembre 1940 au 31 mars 1943 (service actif)
- 24. Unterseebootsflottille du 1er avril 1943 au 30 juin 1944(entraînement)
- 22. Unterseebootsflottille du 1er juillet 1944 au 15 février 1945 (navire-école)

## Commandement
- Kapitänleutnant Heinrich Lehmann-Willenbrock du 14 septembre 1940 au 1er avril 1942
- Oberleutnant zur See Hans-Jürgen Hellriegel du 28 mars 1942 au 15 mars 1943
- Oberleutnant zur See Wilhelm Peters du 16 mars 1943 30 juin 1944
- Oberleutnant zur See Horst Willner de février à juin 1944
- Oberleutnant zur See Robert Rix du 1er juillet 1944 à février 1945

## Patrouilles
|       | Commandant                          | Départ           | Départ        | Arrivée           | Arrivée       | Jours     | Succès    |
| ----- | ----------------------------------- | ---------------- | ------------- | ----------------- | ------------- | --------- | --------- |
| 1     | Kptlt. Heinrich Lehmann-Willenbrock | 4 décembre 1940  | Kiel          | 29 décembre 1940  | Lorient       | 26 jours  | 52 901    |
| 2     | Kptlt. Heinrich Lehmann-Willenbrock | 9 janvier 1941   | Lorient       | 22 janvier 1941   | Lorient       | 14 jours  | 29 054    |
| 3     | Kptlt. Heinrich Lehmann-Willenbrock | 30 janvier 1941  | Lorient       | 28 février 1941   | Saint-Nazaire | 30 jours  | 45 391    |
| 4     | Kptlt. Heinrich Lehmann-Willenbrock | 12 avril 1941    | Saint-Nazaire | 22 mai 1941       | Saint-Nazaire | 41 jours  | 30 227    |
| 5     | Kptlt. Heinrich Lehmann-Willenbrock | 19 juin 1941     | Saint-Nazaire | 9 juillet 1941    | Saint-Nazaire | 21 jours  | 5 954     |
| 6     | Kptlt. Heinrich Lehmann-Willenbrock | 2 août 1941      | Saint-Nazaire | 12 septembre 1941 | Saint-Nazaire | 42 jours  |           |
| 7     | Kptlt. Heinrich Lehmann-Willenbrock | 27 octobre 1941  | Saint-Nazaire | 6 décembre 1941   | Saint-Nazaire | 41 jours  | 5 998     |
| 8     | Kptlt. Heinrich Lehmann-Willenbrock | 31 janvier 1942  | Saint-Nazaire | 23 mars 1942      | Saint-Nazaire | 52 jours  | 25 464    |
| 9     | Oblt. Hans-Jürgen Hellriegel        | 23 avril 1942    | Saint-Nazaire | 1er juillet 1942  | Saint-Nazaire | 70 jours  |           |
| 10    | Oblt. Hans-Jürgen Hellriegel        | 24 août 1942     | Saint-Nazaire | 5 octobre 1942    | Saint-Nazaire | 43 jours  | 28 148    |
| 11    | Oblt. Hans-Jürgen Hellriegel        | 26 décembre 1943 | Saint-Nazaire | 8 février 1943    | Königsberg    | 45 jours  |           |
| Total | Total                               | Total            | Total         | Total             | Total         | 425 jours | 223 137 t |

Note : Oblt. = Oberleutnant zur See - Kptlt. = Kapitänleutnant

### OpérationsWolfpack
L'U-96 a opéré avec les Wolfpacks (meutes de loup) durant sa carrière opérationnelle :
1. Hammer (5 août 1941 - 12 août 1941)
2. Grönland (12 août 1941 - 27 août 1941)
3. Kurfürst (28 août 1941 - 2 septembre 1941)
4. Seewolf (2 septembre 1941 - 10 septembre 1941)
5. Stosstrupp (30 octobre 1941 - 4 novembre 1941)
6. Störtebecker (5 novembre 1941 - 19 novembre 1941)
7. Benecke (19 novembre 1941 - 22 novembre 1941)
8. Hecht (11 mai 1942 - 18 juin 1942)
9. Stier (29 août 1942 - 2 septembre 1942)
10. Vorwärts (3 septembre 1942 - 25 septembre 1942)
11. Jaguar (10 janvier 1943 - 20 janvier 1943)

## Navires coulés
En tant que membre de la 7e Flottille basée en France à Saint-Nazaire, l'U-96 accomplit 11 patrouilles, coulant 28 navires pour un total de 190 094 tonneaux et en endommage quatre autres pour un total de 33 043 tonneaux (425 jours en mer).
| 'Navires coulés par lU-96 |                              |                       |          |             |        |
| Date                      | Commandant                   | Nom du navire         | Tonneaux | Nationalité | Convoi |
| 11 décembre 1940          | Heinrich Lehmann-Willenbrock | Rotorua               | 10 890   | Royaume-Uni | HX-92  |
| 11 décembre 1940          | Heinrich Lehmann-Willenbrock | Towa                  | 5 419    | Pays-Bas    | HX-92  |
| 12 décembre 1940          | Heinrich Lehmann-Willenbrock | Macedonier            | 5 227    | Belgique    | HX-92  |
| 12 décembre 1940          | Heinrich Lehmann-Willenbrock | Stureholm             | 4 575    | Suède       | HX-92  |
| 14 décembre 1940          | Heinrich Lehmann-Willenbrock | Empire Razorbill (d.) | 5 118    | Royaume-Uni | OB-257 |
| 14 décembre 1940          | Heinrich Lehmann-Willenbrock | Western Prince        | 10 926   | Royaume-Uni |        |
| 18 décembre 1940          | Heinrich Lehmann-Willenbrock | Pendrecht (d.)        | 10 746   | Pays-Bas    | OB-259 |
| 16 janvier 1941           | Heinrich Lehmann-Willenbrock | Oropesa               | 14 118   | Royaume-Uni |        |
| 17 janvier 1941           | Heinrich Lehmann-Willenbrock | Almeda Star           | 14 936   | Royaume-Uni |        |
| 13 février 1941           | Heinrich Lehmann-Willenbrock | Arthur F. Corwin      | 10 516   | Royaume-Uni | HX-106 |
| 13 février 1941           | Heinrich Lehmann-Willenbrock | Clea                  | 7 987    | Royaume-Uni | HX-106 |
| 18 février 1941           | Heinrich Lehmann-Willenbrock | Black Osprey          | 5 589    | Royaume-Uni | HX-107 |
| 22 février 1941           | Heinrich Lehmann-Willenbrock | Scottish Standard     | 6 999    | Royaume-Uni | OB-287 |
| 23 février 1941           | Heinrich Lehmann-Willenbrock | Anglo-Peruvian        | 5 457    | Royaume-Uni | OB-288 |
| 24 février 1941           | Heinrich Lehmann-Willenbrock | Linaria               | 3 385    | Royaume-Uni | OB-288 |
| 24 février 1941           | Heinrich Lehmann-Willenbrock | Sirikishna            | 5 458    | Royaume-Uni | OB-288 |
| 28 avril 1941             | Heinrich Lehmann-Willenbrock | Caledonia             | 9 892    | Norvège     | HX-121 |
| 28 avril 1941             | Heinrich Lehmann-Willenbrock | Oilfield              | 8 516    | Royaume-Uni | HX-121 |
| 28 avril 1941             | Heinrich Lehmann-Willenbrock | Port Hardy            | 8 897    | Royaume-Uni | HX-121 |
| 19 mai 1941               | Heinrich Lehmann-Willenbrock | Empire Ridge          | 2 922    | Royaume-Uni | HG-61  |
| 5 juillet 1941            | Heinrich Lehmann-Willenbrock | Anselm                | 5 954    | Royaume-Uni |        |
| 31 octobre 1941           | Heinrich Lehmann-Willenbrock | Bennekom              | 5 998    | Pays-Bas    | OS-10  |
| 19 février 1942           | Heinrich Lehmann-Willenbrock | Empire Seal           | 7 965    | Royaume-Uni |        |
| 20 février 1942           | Heinrich Lehmann-Willenbrock | Lake Osweya           | 2 398    | États-Unis  |        |
| 22 février 1942           | Heinrich Lehmann-Willenbrock | Kars (t.)             | 8 888    | Royaume-Uni | HX-175 |
| 22 février 1942           | Heinrich Lehmann-Willenbrock | Torungen              | 1 948    | Norvège     |        |
| 9 mars 1942               | Heinrich Lehmann-Willenbrock | Tyr                   | 4 265    | Norvège     |        |
| 10 septembre 1942         | Hans-Jürgen Hellriegel       | Elisabeth de Belgique | 4 241    | Belgique    | ON-127 |
| 10 septembre 1942         | Hans-Jürgen Hellriegel       | F.J. Wolfe (d.)       | 12 190   | Royaume-Uni | ON-127 |
| 10 septembre 1942         | Hans-Jürgen Hellriegel       | Sveve                 | 6 313    | Norvège     | ON-127 |
| 11 septembre 1942         | Hans-Jürgen Hellriegel       | Delães                | 415      | Portugal    |        |
| 25 septembre 1942         | Hans-Jürgen Hellriegel       | New York (d.)         | 4 989    | Royaume-Uni | RB-1   |
|                           |                              |                       | 223 137  |             |        |

Légende :
- (d.) Navire endommagé
- (t.) Navire additionné au total de pertes